# 合众为一

美国国徽上的“E Pluribus Unum”（合众为一），在国徽始创的年代为美国的国家格言之一

“合众为一”是美国国徽上的格言之一，出现在国徽的正面。该格言由皮埃尔-尤金·迪西默蒂埃（Pierre Eugene du Simitiere）提议，于1776年被加入美国国徽，并于1782年经国会法案决议采用。“合众为一”最先出现在一首名为《Moretum》的诗歌当中，相传该诗为维吉尔（Publius Vergilius Maro）所作，但他可能并非真正的作者。在诗歌中，“color est e pluribus unus”描述了将各种颜色混为一色。